# Баксан (город)
Бакса́н (кабард.-черк. Бахъсэн) — город в Кабардино-Балкарской Республике Российской Федерации. Административный центр Баксанского района (в состав которого не входит). 
Город республиканского значения. Вместе с селением Дыгулыбгей образует муниципальное образование «городской округ Баксан». 

## География

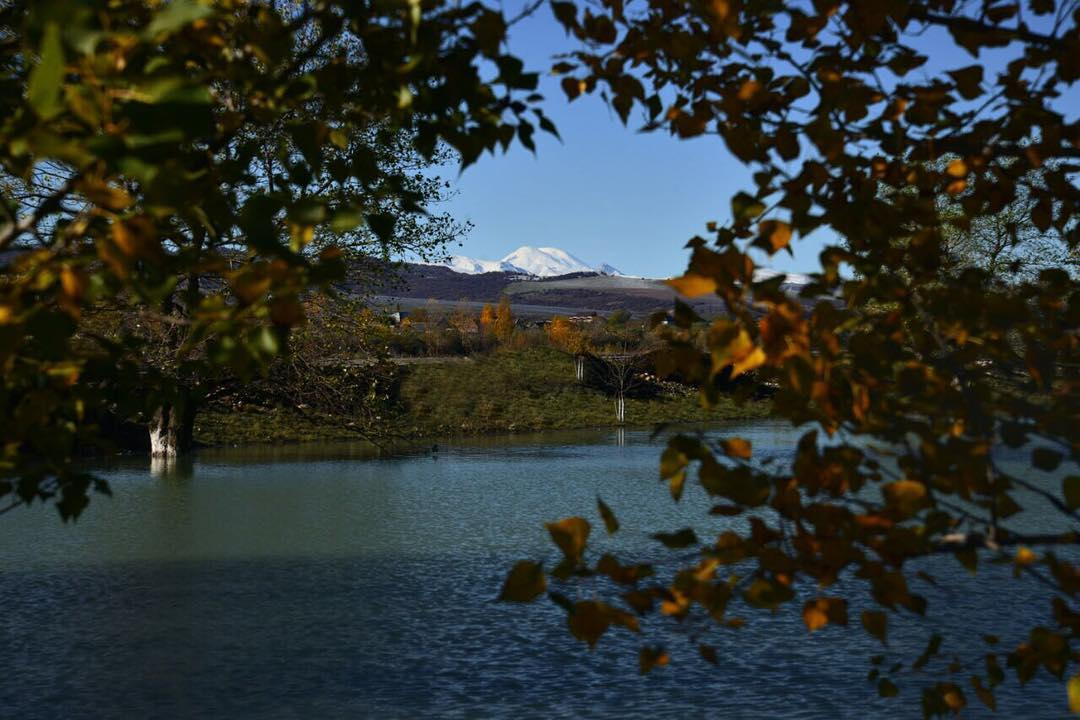
Вид на Эльбрус со стороны городского парка

Город расположен в северной части республики, на левом берегу реки Баксан, у её выхода из ущелья на предгорную равнину. Находится в 18 км (по прямой) к северу от республиканского центра города Нальчик.
Вдоль западной окраины города проходит федеральная автотрасса «Кавказ» P-217, а её объездной путь проходит через центр города. Вдоль южной окраины проходит федеральная автотрасса «Прохладный—Баксан—Эльбрус» А-158, ведущая в Приэльбрусье.
| С-З | Ставрополь ~ 260 км Пятигорск ~ 60 км | Будённовск ~ 190 км Новопавловск ~ 60 км | Нефтекумск ~ 260 км Астрахань ~ 600 км | С-В |
| З   | Кисловодск ~ 100 км Черкесск ~ 150 км | Роза ветров                              | Прохладный ~ 35 км Моздок ~ 120 км     | В   |
| Ю-З | Тырныауз ~ 65 км Сочи ~ 620 км        | Чегем ~ 15 км Нальчик ~ 20 км            | Терек ~ 75 км Владикавказ ~ 130 км     | Ю-В |

Общая площадь территории города составляет — 27,79 км2. Граничит с землями населённых пунктов: Дыгулыбгей на юге, Исламей на юго-западе, Псычох на севере, Баксанёнок на востоке и Кишпек на юго-востоке.
Город находится в предгорной зоне республики. Средние высоты составляют около 455 метров над уровнем моря. Рельеф местности представляет собой в основном предгорные наклонные равнины, характеризующийся пологим уклоном террасы к востоку, в виде широких ложбин и полого-покатистыми склонами. К юго-западу от города возвышается горный массив Махогапс. Недра города сложены мощной толщей аллювиальных валунно-галечников, с песчаным заполнением грунтов воды, расположенных на глубине 17-20 метров.
Гидрографическая сеть представлена, прежде всего, рекой Баксан и её протоками (Гедуко, Баксанёнок). В окрестностях проложена сеть каналов, обеспечивающих переток воды из Баксана на север, в Малку. К востоку от города протянут самый крупный из них — Баксано-Малкинский. К северо-востоку от города Баксан из него вытекают два водотока, относящиеся уже к бассейну Малки — Сухая Псарыша и Мокрая Псарыша. Канал Новая Нахаловка, питающий в том числе и реку Баксанёнок, также по факту берёт начало из Баксано-Малкинского канала, а не собственно из реки Баксан. К северо-западу и северу от города проходят каналы Неволька и Хатакумский, берущие начало из Баксана выше по течению. Хатакумский канал назван по имени небольшого пересыхающего ручья Хатакум, впоследствии он соединяется с Баксано-Малкинским каналом. По каналу Неволька осуществляется переток из Баксана в Куркужин.
Климат влажный умеренный, с тёплым летом и прохладной зимой. Среднегодовая температура воздуха составляет около +9,5°С, и колеблется от средних +21,5°С в июле, до средних −3,0°С в январе. Среднесуточная температура воздуха колеблется от −10,0°С до +15,0°С зимой, и от +16,0°С до +30,0°С летом. Среднегодовое количество осадков составляет около 650 мм. Весной при резких перепадах температур с гор дуют сильные ветры. Преобладающее направление ветра — юго-западное.
| Показатель                                                                                     | Янв. | Фев. | Март | Апр. | Май  | Июнь | Июль | Авг. | Сен. | Окт. | Нояб. | Дек. | Год  |
| ---------------------------------------------------------------------------------------------- | ---- | ---- | ---- | ---- | ---- | ---- | ---- | ---- | ---- | ---- | ----- | ---- | ---- |
| Средний суточный максимум, °C                                                                  | 1,0  | 2,5  | 7,4  | 13,7 | 18,9 | 23,2 | 26,0 | 26,3 | 20,6 | 13,9 | 7,3   | 2,8  | 13,6 |
| Средняя температура, °C                                                                        | −3   | −1,6 | 2,9  | 8,9  | 14,5 | 18,9 | 21,7 | 21,7 | 16,4 | 9,9  | 3,2   | −1,2 | 9,4  |
| Средний суточный минимум, °C                                                                   | −6,9 | −5,8 | −1,9 | 3,4  | 9,1  | 13,8 | 16,7 | 16,9 | 12,0 | 5,9  | 0,5   | −4,8 | 4,9  |
| Норма осадков, мм                                                                              | 41   | 40   | 64   | 70   | 84   | 90   | 66   | 62   | 63   | 61   | 51    | 41   | 733  |
| Источник: https://en.climate-data.org/asia/russian-federation/kabardino-balkaria/baksan-14854/ |      |      |      |      |      |      |      |      |      |      |       |      |      |

## История

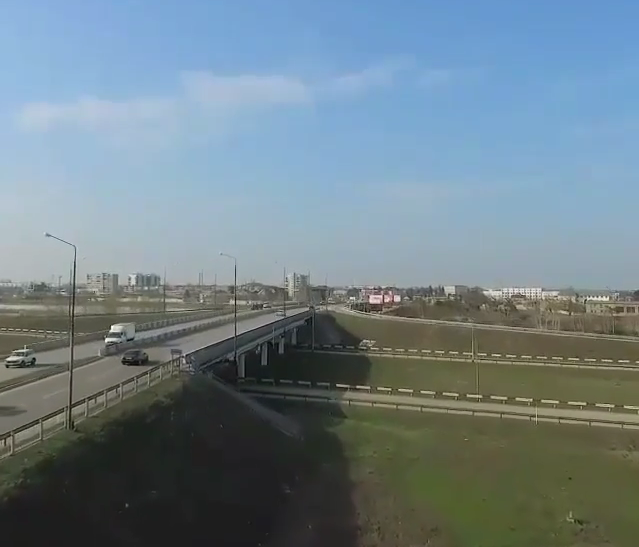
Южный въезд в город

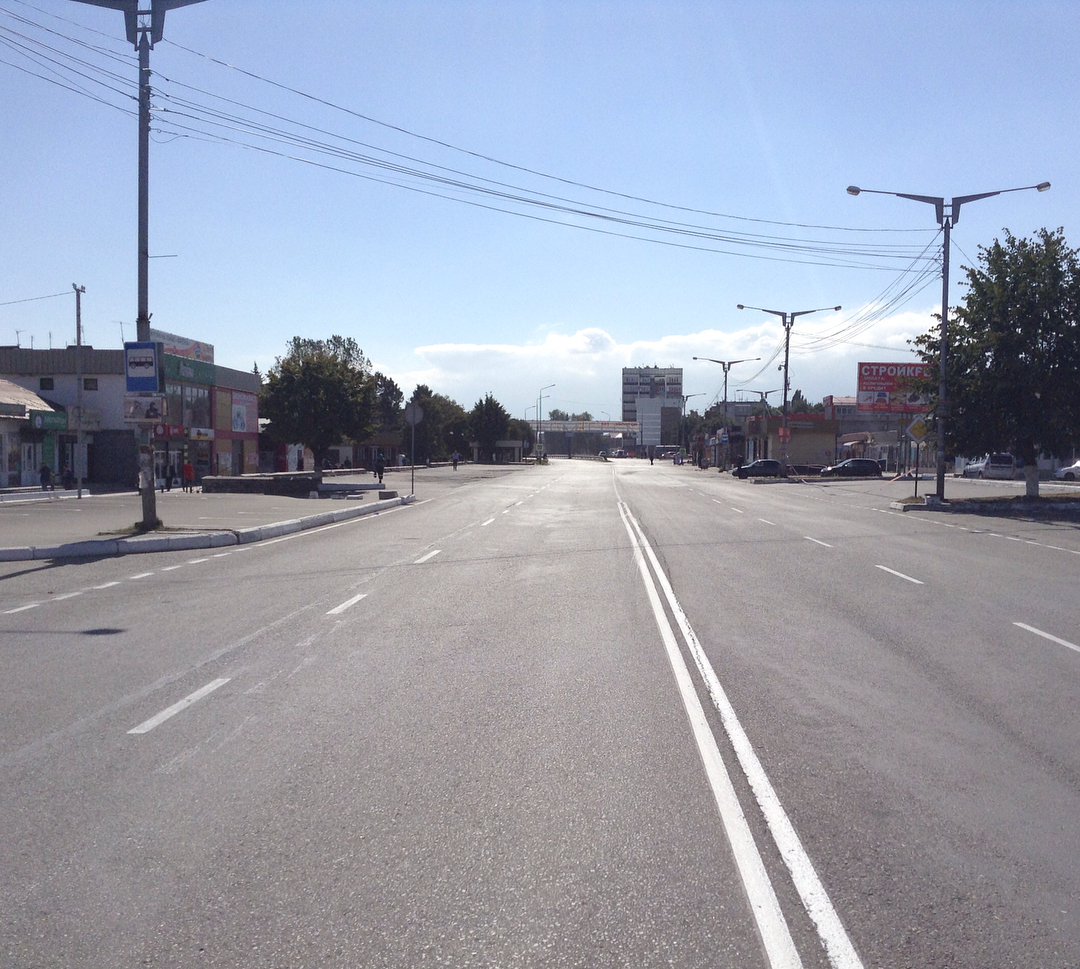
На проспекте Ленина

В 1822 году напротив аула Кучмазукино (кабард.-черк. Кушмэзыкъуей) было основано русское военное поселение, входившее в состав Кавказской военной линии.
В 1825 году после присоединения Кабарды к Российской империи, население аула Кучмазукино, не желая признавать над собой власть царской администрации, переселилось за Кубань, чтобы там с другими адыгами продолжить войну.
После завершения Кавказской войны, в 1867 году жители аула Кучмазукино переселились обратно в Кабарду и осели к востоку от военного укрепления, на своё прежнее место.
В 1891 году западнее военного укрепления выходцами из Центральных (преимущественно из Курской) губерний Российской империи, был основан хутор Баксан.
В 1920 году с окончательным установлением советской власти в Кабарде, решением ревкома Нальчикского округа, Кучмазукино как и другие кабардинские поселения было переименовано, из-за присутствия в их названиях княжеских и дворянских фамилий. В результате село получило новое название — Старая Крепость.
В годы Великой Отечественной войны, село и хутор были оккупированы немецкими войсками в сентябре 1942 года. Освобождён в начале января 1943 года. 
В 1960 году село Старая Крепость (около 8 000 жителей на 1959 год) и село Баксан (3 583 жителей на 1959 год) были объединены в село Баксан.
В 1964 году селению был присвоен статус посёлка городского типа.
В 1967 году посёлку городского типа был присвоен статус города.
В 2003 году в состав города было включено село Дугулубгей. После чего, 8 августа 2003 года, Баксан получил статус города республиканского подчинения и преобразован в городской округ Баксан.
В 2008 году из состава города был обратно выделен Дыгулыбгей, с возвращением ему статуса села, в составе городского округа Баксан.

## Население
| 1939    | 1959    | 1970    | 1979    | 1989    | 1992    | 1996    |
| ------- | ------- | ------- | ------- | ------- | ------- | ------- |
| 3805    | ↘3583   | ↗18 443 | ↗21 843 | ↗28 767 | ↗30 200 | ↗31 400 |
| 2000    | 2002    | 2003    | 2005    | 2006    | 2007    | 2008    |
| ↗32 200 | ↗35 805 | ↘35 800 | ↗56 900 | ↗57 000 | ↗57 400 | ↗57 800 |
| 2009    | 2010    | 2011    | 2012    | 2013    | 2014    | 2015    |
| ↘37 346 | ↘36 860 | ↗36 900 | ↗36 907 | ↗37 163 | ↗37 373 | ↗37 527 |
| 2016    | 2017    | 2018    | 2019    | 2020    | 2021    | 2023    |
| ↗37 782 | ↗38 053 | ↗38 192 | ↗38 361 | ↗38 474 | ↗39 593 | ↗39 749 |
| 2024    | 2025    |         |         |         |         |         |
| ↗40 010 | ↗40 276 |         |         |         |         |         |

За межпереписной период (с 2010 по 2021 год) население города увеличилось на 2733 чел. (+ 7,41 %).
На 1 января 2025 года по численности населения город находился на 370-м месте из 1124 городов Российской Федерации.
Национальный состав
По данным Всероссийской переписи населения 2021 года:
| Народ                | Численность, чел. | Доля от всего населения, % | Доля от указавших нац-ть, % |
| -------------------- | ----------------- | -------------------------- | --------------------------- |
| кабардинцы (черкесы) | 33 348            | 84,23 %                    | 93,54 %                     |
| * кабардинцы         | 32 262            | 81,49 %                    | 90,49 %                     |
| * черкесы            | 1086              | 2,74 %                     | 3,05 %                      |
| русские              | 1969              | 4,97 %                     | 5,52 %                      |
| другие               | 336               | 0,85 %                     | 0,94 %                      |
| нет / не указано     | 3940              | 9,95 %                     | -                           |
| всего                | 39 593            | 100 %                      | 100 %                       |

По данным Всероссийской переписи населения 2010 года:
| Народ                | Численность, чел. | Доля от всего населения, % |
| -------------------- | ----------------- | -------------------------- |
| кабардинцы (черкесы) | 33 296            | 90,33 %                    |
| * кабардинцы         | 33 226            | 90,14 %                    |
| * черкесы            | 70                | 0,19 %                     |
| русские              | 2770              | 7,51 %                     |
| другие               | 723               | 1,96 %                     |
| нет / не указано     | 71                | 0,19 %                     |
| всего                | 36 860            | 100 %                      |

Поло-возрастной состав населения
По данным Всероссийской переписи населения 2010 года:
| Возраст     | Мужчины, чел. | Женщины, чел. | Общая численность, чел. | Доля от всего населения, % |
| ----------- | ------------- | ------------- | ----------------------- | -------------------------- |
| 0 — 14 лет  | 4383          | 3923          | 8306                    | 22,53 %                    |
| 15 — 59 лет | 11 584        | 12 740        | 24 324                  | 65,99 %                    |
| от 60 лет   | 1629          | 2601          | 4230                    | 11,48 %                    |
| Всего       | 17 596        | 19 624        | 36 860                  | 100,0 %                    |

Мужчины — 17 596 чел. (47,7 %). Женщины — 19 264 чел. (52,3 %).
Средний возраст населения — 33,2 лет. Средний возраст мужчин — 31,4 лет. Средний возраст женщин — 34,8 лет.  
Медианный возраст населения — 30,8 лет. Медианный возраст мужчин — 29,1 лет. Медианный возраст женщин — 32,7 лет.

## Религия

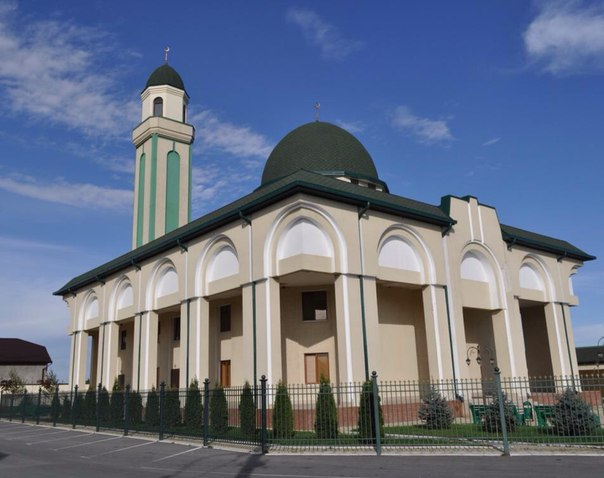
Одна из городских мечетей — «Кушмэзыкъуей»

На территории города функционируют 4 мечети и одна православная церковь.
Ислам
- МО «Джэтэжьей» — ул. Махова, 1.
- МО «Ехъущыкъуей» — ул. Канкошева, 3.
- МО «Жамбек» — ул. Эльбрусская, 5.
- МО «Кушмэзыкъуей» — ул. Шукова, 129.

Православие
- Церковь «Покрова Пресвятой Богородицы» — ул. Панайоти, 73.
- Церковь «Покрова Пресвятой Богородицы» (на стадии строительства) — ул. Лазо, 21.

## Образование

Во дворе школы № 2

|                                    |                |                         |
| Образовательное учреждение         | Тип учреждения | Адрес                   |
| МКОУ Прогимназия № 1               | начальное      | ул. Угнич, 8.           |
| МКОУ Прогимназия № 2               | начальное      | ул. Революционная, б/н. |
| МКОУ Прогимназия № 3               | начальное      | ул. Будённого, 93.      |
| МКОУ Прогимназия № 4               | начальное      | ул. Ленина, 92 «а».     |
| МКОУ Прогимназия № 5               | начальное      | проспект Ленина, 128.   |
| МКОУ СОШ № 1 им. Паштова С. А.     | среднее        | проспект Ленина, 86.    |
| МКОУ СОШ № 2 им. Шогенцукова А. А. | среднее        | ул. Бесланеева, 7.      |
| МКОУ СОШ № 3 им. Калмыкова Р. А.   | среднее        | ул. Калмыкова, 1.       |
| МКОУ СОШ № 4 им. Сижажева М. А.    | среднее        | ул. Панайоти, 177.      |
| МКОУ СОШ № 5 им. Нагоева Н. И.     | среднее        | ул. Шукова, 1 "Б".      |
| МКОУ СОШ № 6 им. Лермонтова М.Ю.   | среднее        | ул. Угнич, 1.           |
| МКОУ СОШ № 12 им. Гагарина Ю. А.   | среднее        | бульвар Олимпийский, 12 |

Также на территории города действуют 4 дошкольных учреждения, 5 учреждений дополнительного образования и 3 учреждения спортивного образования.

## Здравоохранение
- ГБУЗ «Баксанская ЦРБ»
- МУЗ «Городская больница»
- МУЗ «Стоматологическая поликлиника»
- МУЗ «Станция скорой медицинской помощи»
- Амбулаторно-поликлиническая сеть[38].

## Культура
Учреждения культуры
- Городской дворец культуры
- Дома Культуры «Кучмазоково» и «Хутор»
- Историко-краеведческий музей «Слава»
- Дворец спорта «Детства и юношества»

Средства массовой информации
- Издаётся городская газета «Баксан»[39], тиражируемая на территории городского округа и освящающая события, происходящие в нём.

## Экономика
Баксан является многоотраслевым динамически развивающимся городом. На начало 2012 года на территории городского округа действовало более 423 предприятий всех форм собственности в отраслях производственной сферы.
Среди крупных предприятий города в сфере промышленности действуют 12, в сфере строительства 7, в сфере транспорта и связи 4, в агропромышленном комплексе 3, в пищевой сфере 3.
Основные бюджетообразующие предприятия — «Автозапчасть», «Интерваин», «Виктория-Н» и «Бакстром» — на долю которых приходится более 70 % от всей суммы производства промышленных товаров.
В ноябре 2016 года в городе завершено строительство первого этапа текстильной фабрики ООО «Текстиль Индустрия».

## Улицы
На территории города зарегистрировано — 1 проспект, 1 бульвар, 170 улиц и 15 переулков.
Город в основном имеет прямоугольную сетку улиц: одни протянулись параллельно реке Баксан, другие — перпендикулярно ей. Нумерация домов ведется на параллельных улицах с запада на восток, перпендикулярных — с юга на север.

## Известные уроженцы
Родившиеся в Баксане:
- Шогенцуков Али Асхадович — поэт, писатель, основоположник современной кабардино-черкесской литературы.
- Шогенцуков Адам Огурлиевич — кабардинский поэт, прозаик, драматург и публицист.
- Дымов Адам Гафарович — основатель первой национальной типографии и издатель первой тиражируемой газеты на кабардинском языке.
- Левченко Василий Сидорович — Герой Советского Союза.
- Тутов Заур Нажидович — народный артист РФ и республик КБР, КЧР и Адыгея. Министр культуры КБР.
- Мудранов Беслан Заудинович — олимпийский чемпион по дзюдо на Играх в Рио-де-Жанейро 2016 года.
- Багов Али Малилович — боец смешанных единоборств.
- Бифов Анатолий Жамалович — депутат Государственной Думы ФС РФ VI и VII созывов.
- Шанибов Муса Магомедович — политик, президент Конфедерации народов Кавказа (КНК).